# Stjepan Adžić
Stjepan Adžić (Rajevo Selo, 1730. – Pečuh, 26. prosinca 1789.), bio je hrvatski svećenik, doktor teologije, pečuški kanonik, vanjski vikar pečuškog biskupa, župnik u Nijemcima i Tovarnik, pisac i pjesnik.

## Prve godine i studij
Stjepan Adžić je rođen u Rajevu Selu 1730. godine u graničarskoj obitelji. Otac mu je Ilija bio zapovjednik husarske satnije. Osnovnu školu je pohađao u Vukovaru i Iloku a gimnaziju u Segedu. Nakon gimnazije ulazi u franjevački red u Baču 1746.  te izlazi iz franjevačkog reda 1747. Polazi studij filozofije u Budimu, teologiju nastavlja u Pečuhu a u Trnavi postiže laureat iz teologije. 

## Službe i ređenja
Srijemski biskup Nikola Gjivović podijelio mu je subđakonat 23. rujna 1758. godine u Nadasdu. Isti biskup mu je podijelio đakonat 8. listopada 1758., i prezbiterat 15. listopada 1758. u Trnavi. Bio je župni vikar u Szakcsu i Vinkovcima. 1759. bio je na službi u biskupskoj kuriji u Pečuh, a 14. studenog 1761. postaje župnik u Nijemcima i vanjski vikar pečuškog biskupa za Slavoniju. 1763. godine postaje začasni kanonik i župnik u Tovarniku. Prelazi u Pečuh 28. kolovoza 1776. te postaje kanonik i rektor Bogoslovnog sjemeništa. Poslije je imenovan prefektom u sjemeništu, te je zadržao službu vanjskog vikara za Slavoniju do 16. srpnja 1781. godine kada su župe unutar vikarijata predane Đakovačko srijemskoj biskupiji.

## Doprinos školstvu Slavonije
Zajedno s pečuškim biskupom Đurom Klymom održao je sastanak u Tovarniku 27. srpnja 1762. sa svećenicima unutar Brodske pukovnije vojne krajine, gdje im je rečeno da oni sami poučavaju djecu čitati i pisati u suradnji s vojnom upravom. Adžić kao vanjski vikar se prihvatio te zadaće te je zajedno s pukovnikon grofom  Friedrichom Ludwigom Donnhofom osnivač prvih graničarskih škola unutar Vojne krajine. Tijekom 1766. i 1774. godine vizitirati će i napraviti popis škola unutar vikarijata.
Stjepan Adžić izdao je 1779. godine djelo Abekavica, knjižicu od 24 stranice kao početnicu s abecedom i osnovnim molitvama, što predstavlja veliki pomak za opismenjavanje puka u Slavoniji. Zasada su otkrivene njegove 22 bibliografske jedinice.

## Služba vanjskog vikara
Službu vanjskog vikara Stjepan Adžić preuzeo je skupa sa župom u Nijemcima 14. studenog 1761. Tijekom te službe obavljao je razne poslove kao biskupov zamjenik. Tako je 15. svibnja 1768. godine propovijedao prilikom posvete nove crkve u Sotinu. Crkvu u Čepinu je blagoslovio 11. lipnja 1769. godine, a u Dalju je blagoslovio novu crkvu sv. Josipa 1. studenog 1769. Tijekom 1773. godine proglasio je u Osijeku breve Dominus ac Redemptor pape Klementa XIV. od 21. srpnja 1773. o ukinuću Družbe Isusove. Propovijedao je u Kukujevcima 15. listopada 1779. prilikom posvete crkve. Posljednja služba u svojstvu vanjskog vikara pečuškog biskupa bila je predaja župa Đakovačko-srijemskom biskupu Matiji Krtici. Primopredaja je obavljena u dva navrata. Župe koje su se nalazile unutar Vojne krajine predao je u Vinkovcima 16. srpnja 1781. godine, a župe u Pauriji predao je na sastanku u Tovarniku 30. srpnja 1781. godine. Činom razgraničenja Đakovačko-srijemske i Pečuške biskupije, prestala je i služba vanjskog vikara za Slavoniju.

## Posljednji dani
Stjepan Adžić je umro na svoj imendan 26. prosinca 1789. godine te je pokopan na groblju Svih Svetih u Pečuhu jer je kralj Josip II. zabranio ukope u crkvi.

## Vanjske poveznice
- Stjepan Sršan, Popis slavonskih župa i škola pečuške biskupije godine 1766. (str.142-158)